# Абінгтон (Массачусетс)
Абінгтон (англ. Abington) — міська громада на сході штату Массачусетс, за 29 км на південь від Бостона, схід міста Броктон. Адміністративно включає селище Норт-Абінгтон. 14 605 осіб (2000).
Виробництво взуття, машинобудування; переважно розвинена сфера послуг.
Засноване в 1668, статус міста з 1712; назване на честь англійського міста Абінгтон. Індіанці-Алгонкіни називали це місце Манамускігін («Земля безлічі бобрів»). 1769 року тут створено чавуноливарний завод, але популярність місту принесло взуттєве виробництво, початок якому було покладено близько 1815 року, коли Дж. Рід винайшов пристрій, що дозволило відкрити масове виробництво шевських цвяхів. В Абінгтоні виробили близько половини чобіт для солдат Армії Союзу під час Громадянської війни. У 1846 — 1865 — центр аболіціонізму.
У західному передмісті — парк штату Еймса Новелл.